# Williamstown (Kentucky)
Williamstown es una ciudad ubicada en el condado de Grant en el estado estadounidense de Kentucky. En el Censo de 2010 tenía una población de 3925 habitantes y una densidad poblacional de 89,34 personas por km².

## Geografía
Williamstown se encuentra ubicada en las coordenadas 38°38′35″N 84°34′6″O / 38.64306, -84.56833. Según la Oficina del Censo de los Estados Unidos, Williamstown tiene una superficie total de 43.93 km², de la cual 42.56 km² corresponden a tierra firme y (3.13%) 1.38 km² es agua.

## Demografía
Según el censo de 2010, había 3925 personas residiendo en Williamstown. La densidad de población era de 89,34 hab./km². De los 3925 habitantes, Williamstown estaba compuesto por el 95.72% blancos, el 1.78% eran afroamericanos, el 0.25% eran amerindios, el 0.18% eran asiáticos, el 0.36% eran isleños del Pacífico, el 0.99% eran de otras razas y el 0.71% pertenecían a dos o más razas. Del total de la población el 2.83% eran hispanos o latinos de cualquier raza.